# Мартинес, Джей Ди
Хулио Даниэль «Джей Ди» Мартинес (исп. Julio Daniel «J. D.» Martinez, 21 августа 1987, Майами, Флорида) — американский бейсболист, выступающий на позициях аутфилдера и назначенного бьющего в клубе Главной лиги бейсбола «Бостон Ред Сокс». Трижды принимал участие в Матче всех звёзд Лиги. По итогам сезона 2015 года получил награду «Сильвер Слаггер», вручаемую лучшим отбивающим чемпионата. Четвёртого сентября 2017 года выбил четыре хоум-рана в одной игре. В 2018 году получил две награды — как аутфилдер и назначенный отбивающий. Обладатель награды Хэнка Аарона по итогам сезона 2018 года.  Победитель Мировой серии 2018 года.

## Биография

### Ранние годы
Хулио Даниэль Мартинес родился и вырос во Флориде, в семье кубинского происхождения. Он учился в старшей школе Флэнаган в Пемброк-Пайнс, которую закончил в 2006 году. На драфте МЛБ того же года Мартинес был выбран «Миннесотой» в 36 раунде, но предпочёл не заключать контракт и поступил в Юго-восточный университет Нова. Играл за «НСЮ Шаркс» в чемпионате NCAA с 2007 по 2009 год, дважды включался в сборную звёзд Конференции Саншайн Стейт. На драфте МЛБ 2009 года в 20 раунде был выбран «Хьюстоном». Позднее, в 2011 году, Джей Ди стал первым представителем университета, сыгравшим в МЛБ.

### Профессиональная карьера

#### Хьюстон Астрос
В системе Хьюстона он дебютировал в 2009 году в команде «Гринвилл Астрос», затем был переведён в лигу уровнем выше в «Трай-Сити Валли Кэтс». Сезон 2010 года Мартинес начал в Южно-атлантической Лиге в составе «Лексингтон Леджендс». За команду сыграл в 88 играх, выбив в них 15 хоум-ранов. В июле его перевели в AA-лигу в «Корпус-Кристи Хукс». По итогам года Джей Ди получил награду Самому ценному игроку Южно-атлантической Лиги, а также стал лучшим по показателю отбивания, числу хитов, даблов, набранных очков и занятых баз.
В июле 2011 года Мартинес был вызван в основной состав «Астрос», заменив ушедшего в «Филадельфию» Хантера Пенса. До конца чемпионата он вышел в стартовом составе в 52 играх, отбивая в них с показателем 27,4 %. В августе Джей Ди сделал 28 ранов, установив клубный рекорд для новичков. В 2012 году он выбил первый хоум-ран в истории стадиона «Марлинс-парк». В сезоне 2013 года Мартинес сыграл чуть больше половины игр из-за ряда травм. Во время предсезонных сборов весной 2014 года он был отчислен из команды.

#### Детройт Тайгерс
В марте 2014 года Джей Ди подписал контракт младшей лиги с клубом «Детройт Тайгерс». В первых семнадцати играх в составе клуба AAA-лиги «Толидо Мад Хенс» он выбил 10 хоум-ранов, добавив к ним 22 RBI. 21 апреля Мартинес был переведён в основной состав «Тайгерс». Первый месяц на высшем уровне он провёл не очень уверенно, но 19 мая Джей Ди выбил свой первый хоум-ран и к перерыву на Матч всех звёзд его показатель отбивания вырос с 20 до 34,6 %. Всего по итогам чемпионата на его счету было 23 хоум-рана и 76 RBI. «Детройт» вышел в плей-офф, где в Дивизионной серии Американской лиги уступил «Балтимор Ориолс» в трёх матчах. Мартинес в этих играх отбил дабл, два хоум-рана и набрал 5 RBI. По итогам года он вошёл в число претендентов на награду, вручаемую по итогам голосования игроков за Возвращение года.
В январе 2015 года Джей Ди подписал с «Тайгерс» контракт на один сезон на сумму 3 млн долларов. Регулярный чемпионат Мартинес провёл очень сильно, войдя в число десяти лидеров Лиги по числу хоум-ранов, общему числу баз и RBI. Вместе с партнёром по команде Мигелем Кабрерой он стал лауреатом награды Сильвер Слаггер по итогам сезона. Также он впервые в карьере был приглашён на Матч всех звёзд МЛБ.
В феврале 2016 года Мартинес заключил с клубом новый двухлетний контракт на 18,5 млн долларов. В чемпионате он провёл всего 120 игр, пропустив часть сезона из-за травмы, полученной 16 июня в игре с «Канзас-Сити Роялс». Повреждение не повлияло на его атакующую игру: показатель занятия баз вырос с 34,4 до 37,3 % по сравнению с 2015 годом. Также он выбил 22 хоум-рана, 35 даблов и 2 трипла. Отмечалось ошибочное решение главного тренера «Тайгерс» Брэда Осмаса поставить Мартинеса вторым отбивающим, тогда как по статистике эффективнее он действует четвёртым или пятым номером.
Начало сезона 2017 года Джей Ди пропустил из-за травмы плюсневой кости, вернувшись в состав 12 мая. Проведя за Тайгерс 57 игр, в которых он отбивал с показателем 30,5 %, Мартинес был обменян в «Аризону» на перспективных Давеля Луго, Серхио Алькантару и Хосе Кинга.

#### Аризона Даймондбэкс
Пятого сентября 2017 года Джей Ди отбил четыре хоум-рана в игре с «Лос-Анджелес Доджерс». Он стал восемнадцатым игроком в истории Главной лиги бейсбола, сделавшим это, а также первым автором достижения в составе «Аризоны». Всего в сентябре Мартинес выбил 16 хоум-ранов, повторив рекорд Национальной лиги, установленный в 1949 году Ральфом Кинером. Также он был признан Лучшим игроком месяца. Всего в 2017 году на его счету 45 хоум-ранов в 119 играх чемпионата. По окончании сезона Джей Ди впервые в карьере получил статус свободного агента.

#### Бостон Ред Сокс

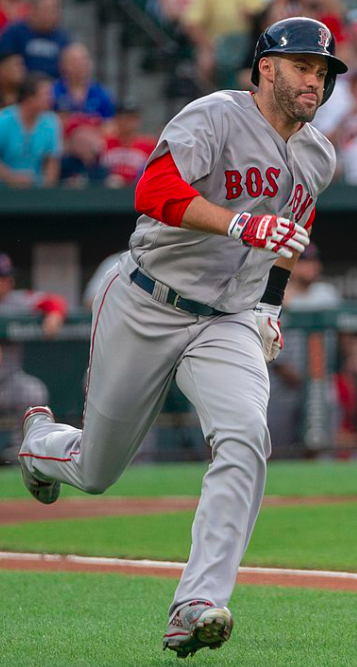
Джей Ди Мартинес в составе «Ред Сокс» в 2018 году.

В феврале 2018 года Джей Ди подписал пятилетний контракт с «Бостон Ред Сокс» на сумму 110 млн долларов. Руководство клуба не смутила история травм игрока, а сам Мартинес на пресс-конференции заявил что полностью здоров. Подписание контракта стало ответом клуба на переход Джанкарло Стэнтона в «Нью-Йорк Янкис». Главный тренер «Ред Сокс» Алекс Кора сказал, что планирует использовать игрока в роли назначенного бьющего под третьим или четвёртым номером в лайн-апе.
В первой части сезона он отбивал с показателем 32,9 %, выбил 27 хоум-ранов и набрал 74 RBI. В июле Джей Ди вошёл в состав сборной Американской лиги на Матч всех звёзд, ставший для него вторым в карьере. 10 августа Мартинес первым в чемпионате достиг показателя в 100 RBI. Кроме этого, он стал первым с 2003 года игроком клуба, в дебютном сезоне набравшим 100 RBI и отбившим 30 хоум-ранов. Предыдущим новичком с такими результатами был Дэвид Ортис. По итогам августа он второй раз в карьере был признан Лучшим игроком месяца. По итогам регулярного чемпионата его показатель отбивания составил 33,0 %, он выбил 43 хоум-рана и набрал 130 RBI. В октябре Мартинес стал обладателем награды Хэнка Аарона, присуждаемой лучшим атакующим игрокам лиги. В ноябре он стал первым в истории игроком, получившим сразу две награды Сильвер Слаггер — на позициях аутфилдера и назначенного бьющего. Вместе с командой он стал победителем Мировой серии.
В регулярном чемпионате 2019 года Мартинес отбивал с эффективностью 30,4 %, выбив 36 хоум-ранов и набрав 105 RBI. Летом он третий раз в карьере принял участие в Матче всех звёзд лиги. В ноябре он объявил, что не будет использовать возможность досрочно расторгнуть контракт и продолжит выступления в составе «Ред Сокс». В сокращённом из-за пандемии COVID-19 сезоне 2020 года Мартинес играл неудачно, его показатель отбивания снизился до всего 21,3 %.